# Маклахлан, Рейчел
Ре́йчел Макла́хлан (англ. Rachel McLauchlan; род. 7 июля 1997, Ливингстон) — шотландская футболистка, защитник/вингер английского клуба «Брайтон энд Хоув Альбион» и сборной Шотландии. Участница чемпионата Европы 2017 года.

## Клубная карьера
Начача футбольную карьеру в клубе «Инвернесс Сити» (2013—2014), затем в августе 2014 года перешла в «Абердин».

### «Хиберниан»
В январе 2016 года подписала контракт с «Хибернианом». 5 октября 2016 года дебютировала в Лиге чемпионов УЕФА в матче 1/32 финала против «Баварии» (0:6), сыграв также и в ответном матче (1:4). В составе «Хиберниана» трижды становилась серебряным призёром чемпионата Шотландии (2016, 2017, 2018), трёхкратной обладательницей Кубка Шотландии (2016, 2017, 2018) и дважды выигрывала Кубок шотландской лиги (2017, 2018).
6 ноября 2016 года стала обладательницей Кубка Шотландии, сыграв в финале против «Глазго Сити», в котором в серии пенальти победу одержал  «Хиберниан» (1:1, пен. 6:5), а Макхалхан получила приз лучшего игрока матча.
28 мая 2017 года забила гол в матче Премьер-лиги в ворота команды Стерлингского университета (2:0), удвоив счёт на 87-й минуте. 25 июня 2017 года забила свой второй гол в сезоне в матче Премьер-лиги против «Абердина» (8:0), открыв счёт на 19-й минуте. Свой третий гол в чемпионате забила 24 сентября 2017 года в ворота Стерлингского университета (2:0), открыв счёт на 13-й минуте. 15 октября 2017 года забила свой 4-й мяч в сезоне в матче против «Абердина» (7:2). В следующем матче Премьер-лиги 29 октября 2017 года оформила пента-трик в ворота «Спартанс» (8:0). Всего в сезоне 2017 года провела за «Хиберниан» 18 матчей в Премьер-лиге, в которых забила 9 гола, а клуб с 54-мя очками занял 2-е месте в чемпионате после «Глазго Сити».
Пропустила несколько игр в начале сезона 2018 года из-за травмы лодыжки, полученной в конце прошлого сезона. 22 апреля 2018 года оформила дубль в матче Премьер-лиге в ворота «Селтика» (3:1), отличившись на 24-й и 46-й минутах. В следующем матче чемпионата 6 мая 2018 года также забила гол команде Стерлингского университета (3:0), отличившись на 31-й минуте. 16 мая 2018 года на 40-й минуте открыла счёт в матче Премьер-лиги против «Гамильтон Академикал» (5:1). 20 июня 2018 года отметилась забитым голом в ворота «Форфар Фармингтон» (6:0), открыв счёт на 20-й минуте. 29 июля 2018 года отличилась дублем в матче Премьер-лиге в ворота «Гамильтон Академикал» (5:0), отличившись на 58-й и 73-й минутах. 28 октября 2018 года оформила хет-трик в матче последнего тура Премьер-лиги в ворота «Рейнджерс» (7:1). Всего в сезоне 2018 года забила 10 голов в 19 матчах Премьер-лиги, став вторым бомбардиром в «Хиберниане» и третьим в общем списке бомбардиров чемпионата, а клуб финишировал на 2-м месте, получив право участвовать в квалификационном раунде Лиги чемпионов УЕФА сезона 2019/20. В составе «Хиберниана» стала серебряным призёром чемпионата Шотландии 2018, обладательницей Кубка Шотландии 2018 и выиграла Кубок шотландской лиги 2018, была признана лучшей футболисткой клуба по всерии игроков.

### «Йовил Таун»
24 января 2019 года перешла с «Хиберниана» в английский клуб «Йовил Таун», выступающий в Женской суперлиге ФА, подписав контракт до конца сезона. 27 января 2019 года дебютировала за «Йовил Таун» в выездном матче Суперлиги против «Бристоль Сити» (1:2), выйдя в стартовом составе. 10 февраля 2019 года дебютировала в Кубке Англии, где в 4-м раунде «Йовил Таун» уступил «Бирмингем Сити» (1:2). Всего в сезоне 2018/19 провела 8 матчей за «Йовил Таун» во всех турнирах (7 в Суперлиге и 1 в Кубке Англии), а клуб финишировал на 6-м месте в чемпионате.

### «Глазго Сити»
10 июля 2019 года перешла из «Йовил Таун» в шотландский клуб «Глазго Сити». Дебютировала за «Глазго Сити» 4 августа 2019 года в домашнем матче Премьер-лиги против «Хиберниана» (2:1), выйдя в стартовом составе. 11 сентября 2019 года участвовала в розыгрыше Лиги чемпионов УЕФА 2019/20, в котором «Глазго Сити» в первом матче 1/32 финала добыл победу на российским «Чертаново» (1:0). 18 сентября 2019 года забила первый гол за «Глазго Сити» в матче Премьер-лиги в ворота «Рейджерс» (2:0), удвоив преимущество на 30-й минуте. 26 сентября 2019 года в ответном матче забила гол в ворота «Чертаново» (4:1), отличившись на 67-й минуте, а «Глазго Сити» победил по сумме двух матчей. 29 сентября 2019 года оформила дубль в матче Премьер-лиге в ворота команды Стерлингского университета (8:1), отличившись на 42-й и 81-й минутах. В октябре 2019 сыграла в обеих матчах 1/16 финала Лиги чемпионов против датского «Брондбю» (2:0 и 0:2), в котором «Глазго Сити» победил в серии пенальти (3:1). 23 октября 2019 стала чемпионкой Шотландии в составе «Глазго Сити», который досрочно завоевал свой 13-й подряд титул, обыграв «Мотеруэлл» (10:0). 24 ноября 2019 года стала обладательницей Кубка Шотландии 2019, сыграв в финальному матче против «Хиберниана», в котором «Глазго Сити» одержал победу 4:3. Всего в сезоне 2019 года провела 9 матчей в Премьер-лиге за «Глазго Сити», в которых забила 3 мяча.
Сезон 2020 года в Премьер-лиге был отменён из-за распространения COVID-19 и не проводился, также как и Кубок Шотландии и Кубок шотландской лиги. 21 августа 2020 года сыграла в перенесённом матче 1/4 финала Лиги чемпионов 2019/20, в котором «Глазго Сити» уступил в одноматчевом противостоянии немецкому «Вольфсбургу» с крупным счётом 1:9. 18 октября 2020 года отличилась за «Глазго Сити» в матче 1-го тура чемпионата против «Селтика» (2:0), открыв счёт на 63-й минуте. В следующем матче Премьер-лиги 1 ноября 2020 года также забила гол в ворота «Форфар Фармингтон» (8:1), удвоив счёт на 26-й минуте. 4 ноября 2020 года сыграла против ирландского «Пимаунт» в матче первого квалификационного раунда Лиги чемпионов 2020/21, в котором «Глазго Сити» одержал победу в серии пенальти 6:5 (Маклахалн свой удар реализовала). 18 ноября 2020 года участвовала в матче второго квалифиционного раунда Лиги чемпионов против исландского «Валюр» (1:1, пен. 4:3). 22 ноября 2020 года забила гол за «Глазго Сити» в матче против «Хартс» (5:0), открыв счёт на 3-й минуте.

### «Рейнджерс»
В декабре 2020 года перешла в «Рейнджерс», подписав предварительный контракт ещё летом 2020 года. 6 декабря 2020 года дебютировала за «Рейнджерс» в домашнем матче против «Мотеруэлла» (9:0), выйдя в стартовом составе. 23 мая 2021 года забила свой первый мяч за «Рейнджерс» в матче Премьер-лиги против «Селтика» (1:2), сравняв счёт на 27-й минуте. 30 мая 2021 отметилась вторым голом в составе «Рейнджерс», поразив на 33-й минуте ворота «Мотеруэлла» (6:0) в матче Премьер-лиги. Всего в сезоне 2020/21 сыграла 15 матчей за «Рейнджерс» (все в Премьер-лиге) и забила 2 гола.

### «Брайтон энд Хоув Альбион»
11 июля 2024 года присоединилась к английскому клубу «Брайтон энд Хоув Альбион».

## Карьера в сборной
С 2013 по 2014 гг. выступала в сборной Шотландии до 17 лет, за которую дебютировала 12 сентября 2013 года в товарищеской игре против Дании (1:0). В составе сборной принимала участие в чемпионате Европы 2014 (девушки до 17 лет), сыграв на турнире один матч, выйдя на замену в последней игре группового этапа против Франции (0:1).
С 2014 по 2016 гг. играла за сборную Шотландии до 19 лет, дебютировав в ней 20 августа 2014 года против Австрии. Уже во второй игре 13 сентября 2014 года в отборочном матче к чемпионату Европы 2015 (девушки до 19 лет) против Албании (8:0), забила свой первый гол за сборную (до 19 лет), отличившись на 67-й минуте. Всего за Шотландию до 19 лет провела 13 поединков, в которых забила 1 гол.
20 октября 2016 года дебютировала в составе сборной Шотландии под руководством главного тренера Анны Сигнёль в товарищеском матче против Нидерландов (0:7), выйдя на замену Керсти Смит на 86-й минуте. В марте 2017 года принимала участие в Кубке Кипра, сыграв два матча на турнире против Австрии (3:1) и Уэльса (0:0, 6:5 по пен.), а Шотландия заняла 5-е место.
27 июня 2017 года была включена в официальную заявку сборной Шотландии главным тренером Анной Сигнёль для участия в матчах дебютного для команды чемпионата Европы 2017 в Нидерландах, где попала в группу D вместе со сборными Англии, Испании и Португалии. На турнире сыграла в одном матче группового этапа против Португалии (1:2), выйдя в стартовом составе, а Шотландия заняв 3-е место, не вышла из группы.
В январе 2018 года под руководством нового тренера сборной Шелли Керр сыграла в двух товарищеских матчах против Норвегии (0:3) и России (0:0). В мае 2019 года Керр не включила Маклахлан в заявку для участия в матчах чемпионата мира 2019 года во Франции, на который Шотландия пробилась впервые. Не привлекалась в стан сборной вплоть до февраля 2021 года, когда и.о. главного тренера Стюарт Макларен вызвал её для участия в отборочных матчах к чемпионату Европы 2022 года против Кипра и Португалии.

## Статистика выступлений
| Выступление      | Выступление      | Выступление      | Лига | Лига | Кубок | Кубок | Кубок лиги | Кубок лиги | Еврокубки | Еврокубки | Итого | Итого |
| Клуб             | Лига             | Сезон            | Игры | Голы | Игры  | Голы  | Игры       | Голы       | Игры      | Голы      | Игры  | Голы  |
| ---------------- | ---------------- | ---------------- | ---- | ---- | ----- | ----- | ---------- | ---------- | --------- | --------- | ----- | ----- |
| Хиберниан        | Премьер-лига     | 2016             | 0    | 0    | 1     | 0     | 0          | 0          | 2         | 0         | 3     | 0     |
| Хиберниан        | Премьер-лига     | 2017             | 18   | 9    | 0     | 0     | 0          | 0          | 0         | 0         | 18    | 9     |
| Хиберниан        | Премьер-лига     | 2018             | 19   | 10   | 0     | 0     | 0          | 0          | —         | —         | 19    | 10    |
| Хиберниан        | Итого            | Итого            | 27   | 19   | 1     | 0     | 0          | 0          | 2         | 0         | 30    | 19    |
| Йовил Таун       | Суперлига        | 2018/19          | 7    | 0    | 1     | 0     | 0          | 0          | —         | —         | 8     | 0     |
| Йовил Таун       | Итого            | Итого            | 7    | 0    | 1     | 0     | 0          | 0          | —         | —         | 8     | 0     |
| Глазго Сити      | Премьер-лига     | 2019             | 10   | 3    | 1     | 0     | 0          | 0          | 5         | 1         | 16    | 4     |
| Глазго Сити      | Премьер-лига     | 2020/21          | 5    | 3    | —     | —     | —          | —          | 2         | 0         | 7     | 3     |
| Глазго Сити      | Итого            | Итого            | 15   | 6    | 1     | 0     | 0          | 0          | 7         | 1         | 23    | 7     |
| Рейнджерс        | Премьер-лига     | 2020/21          | 15   | 2    | —     | —     | —          | —          | —         | —         | 15    | 2     |
| Рейнджерс        | Итого            | Итого            | 15   | 2    | —     | —     | —          | —          | —         | —         | 15    | 2     |
| Всего за карьеру | Всего за карьеру | Всего за карьеру | 74   | 27   | 3     | 0     | 0          | 0          | 9         | 1         | 86    | 28    |

### Выступления за сборную
| №  | Дата             | Оппонент          | Счёт | Голы | Пасы | Карточки     | Минуты | Соревнование             |
| -- | ---------------- | ----------------- | ---- | ---- | ---- | ------------ | ------ | ------------------------ |
| 1  | 20 октября 2016  | Нидерланды        | 0:7  | —    | —    | —            | 4'     | Товарищеский матч        |
| 2  | 6 марта 2017     | Австрия           | 3:1  | —    | —    | —            | 45'    | Кубок Кипра 2017         |
| 3  | 8 марта 2017     | Уэльс             | 0:0  | —    | —    | Предупреждён | 90'    | Кубок Кипра 2017         |
| 4  | 7 июля 2017      | Ирландия          | 1:0  | —    | —    | —            | 45'    | Товарищеский матч        |
| 5  | 23 июля 2017     | Португалия        | 1:0  | —    | —    | —            | 81'    | Финальные матчи ЧЕ-2017  |
| 6  | 19 января 2018   | Норвегия          | 0:3  | —    | —    | —            | 35'    | Товарищеский матч        |
| 7  | 22 января 2018   | Россия            | 0:0  | —    | —    | —            | 90'    | Товарищеский матч        |
| 8  | 19 февраля 2021  | Кипр              | 10:0 | —    | —    | —            | 90'    | Отборочные матчи ЧЕ-2022 |
| 9  | 10 июня 2021     | Северная Ирландия | 1:0  | —    | —    | —            | 90'    | Товарищеский матч        |
| 10 | 15 июня 2021     | Уэльс             | 1:0  | —    | —    | —            | 23'    | Товарищеский матч        |
| 11 | 17 сентября 2021 | Венгрия           | 2:0  | —    | —    | 65'          | 90'    | Отборочные матчи ЧМ-2023 |
| 12 | 21 сентября 2021 | Фарерские острова | 7:1  | —    | 1    | —            | 90'    | Отборочные матчи ЧМ-2023 |
| 13 | 22 октября 2021  | Венгрия           | 2:1  | —    | —    | —            | 77'    | Отборочные матчи ЧМ-2023 |

Итого: 13 матчей, 0 голов / 9 побед, 2 ничьи, 2 поражения.

## Достижения

### Командные достижения
«Хиберниан»
- Серебряный призёр чемпионата Шотландии (3): 2016, 2017, 2018
- Обладательница Кубка Шотландии (3): 2016, 2017, 2018
- Обладательница Кубка шотландской лиги: 2017, 2018

«Глазго Сити»
- Чемпионка Шотландии: 2019
- Обладательница Кубка Шотландии: 2019

### Личные достижения
- Игрок года в ЖФК «Хиберниан» по всерии игроков: 2018[17]